# Liaoning Guangyuan FC
Der Liaoning Guangyuan Football Club war ein professioneller chinesischer Fußballverein, der 2007 in der ersten singapurischen Liga, der S. League, spielte.
Der Verein war ein Ableger chinesischen Vereins Liaoning FC.

## Geschichte
Der Verein wurde 2007 gegründet und spielte eine Saison in der ersten singapurischen Liga. Am Ende der Saison belegte man den 10. Tabellenplatz.
2008 tauchten Vorwürfe wegen Spielmanipulationen auf, an denen Funktionäre und Spieler von Liaoning Guangyuan beteiligt waren. Sieben Spieler von Liaoning Guangyuan wurden daraufhin inhaftiert, während der Teammanager Wang Xin Singapur verließ und nicht zum Gerichtstermin erschien. Er wurde schließlich im April 2009 in Shenyang von der chinesischen Polizei festgenommen, nachdem er angeblich in einen Spielmanipulationsskandal in China verwickelt gewesen war.
Der Fußballverband von Singapur beschloss, Liaoning Guangyuan 2008 nicht wieder zur Teilnahme an der S.League einzuladen. Sie wurden in der Liga durch Dalian Shide Siwu ersetzt.

## Stadion

Queenstown Stadium (2020)

Der Verein trug seine Heimspiele im Queenstown Stadium aus. Das Stadion hat ein Fassungsvermögen von 5000 Personen.

## Saisonplatzierung
| Saison | Liga      | Liga  | Liga   | Liga | Liga | Liga | Liga  | Liga   | Liga     | Pokal         | Pokal |
| Saison | Liga      | Level | Spiele | S    | U    | N    | Tore  | Punkte | Position | Singapore Cup |       |
| ------ | --------- | ----- | ------ | ---- | ---- | ---- | ----- | ------ | -------- | ------------- | ----- |
| 2007   | S. League | 1     | 33     | 8    | 5    | 20   | 33:63 | 29     | 10.      | Vorrunde      |       |

## Spieler Saison 2007
Stand: Saisonende 2007
| Nr.        | Nation              | Spieler        |
| Tor        |                     |                |
| 01         | Volksrepublik China | Lei Dong       |
| 01         | Volksrepublik China | Xiao Qin       |
| 12         | Volksrepublik China | Haoyi Wang     |
| 25         | Volksrepublik China | Yongliang Duan |
| Abwehr     |                     |                |
| 02         | Volksrepublik China | Xuebai Li      |
| 03         | Volksrepublik China | Mingtao Su     |
| 04         | Volksrepublik China | Wenbin Xu      |
| 05         | Volksrepublik China | Bo Chen        |
| 07         | Volksrepublik China | Lin Wang       |
| 14         | Volksrepublik China | Huoming Liu    |
| 17         | Volksrepublik China | Weigang Sun    |
| 22         | Volksrepublik China | Zhipeng Zhao   |
| 23         | Volksrepublik China | Tong Li        |
| 03         | Volksrepublik China | Yun Yang       |
| Mittelfeld |                     |                |
| 05         | Volksrepublik China | Lihui Song     |
| 08         | Volksrepublik China | Haifeng Zhang  |
| 10         | Volksrepublik China | Di Tong        |
| 13         | Volksrepublik China | Yu Gong        |
| 15         | Volksrepublik China | Kun Xu         |
| 16         | Volksrepublik China | Chungang Yang  |
| 16         | Volksrepublik China | Han Jiang      |
| 17         | Volksrepublik China | Hongtao Liu    |
| 19         | Volksrepublik China | Xu Yang        |
| 20         | Volksrepublik China | Zhiyi Peng     |
| 24         | Volksrepublik China | Zhiliang Xin   |
| Angriff    |                     |                |
| 06         | Volksrepublik China | Zheng Li       |
| 07         | Volksrepublik China | Kai Zhu        |
| 08         | Volksrepublik China | Dawei Li       |
| 09         | Volksrepublik China | Xinyu Li       |
| 22         | Volksrepublik China | Bin Liu        |
| 11         | Volksrepublik China | Xin Bu         |
| 21         | Volksrepublik China | Huaqiang Wang  |